# Sale Rêveur
Pour plus de détails, voir Fiche technique et Distribution.
Sale Rêveur est un film français réalisé par Jean-Marie Périer, sorti en 1978.

## Fiche technique
- Titre : Sale Rêveur
- Réalisation : Jean-Marie Périer, assisté de Philippe Lopes-Curval
- Scénario : Lucien Elia, Jean-Marie Périer et Pascal Jardin
- Photographie : Yves Lafaye
- Décors : Théobald Meurisse
- Montage : Nicole Saunier
- Musique : Jacques Dutronc
- Production : Danièle Delorme et Yves Robert
- Société de production : Les Productions de la Guéville
- Pays de production :  France
- Format : couleur - 35mm - Mono
- Genre : drame
- Date de sortie : 
  - France : 5 avril 1978

## Distribution
- Jacques Dutronc : Jérôme
- Lea Massari : Joséphe
- Jean Bouise : Robert
- Maurice Bénichou : Taupin
- Greg Germain : César
- Nathalie Périer : Anne
- Anémone : Colette
- Marthe Villalonga : Mme Taupin
- Philippe March : l'homme de la villa
- Danielle Godet : la dame de la villa
- Raoul Burdet : l'enfant dans la villa
- Christian Walter : le chauffeur de la famille
- Jacques Dichamp : le jardinier
- Bouboule : le cuistot de la pizzeria
- Francis Huger : le patron de la pizzeria
- Madeleine Bouchez : la vieille dame de l'hôtel
- Magali Clément : la standardiste
- Josy Delettre : la dame du cinéma
- Pakita : la caissière du cinéma
- Marcelle Barreau : L'auxiliaire du parcmètre
- Marc Spill : l'inspecteur
- Caroline Loeb : la serveuse de la pâtisserie
- Georges Montal : le premier malfrat
- Edwige Belmore : Wanda (créditée Edwige Grüss)

## Autour du film
- La bande originale du film comporte aussi If You Don't Think d'Aretha Franklin et des morceaux de Sidney Bechet.